# 429 av. J.-C.
Cette page concerne l'année 429 av. J.-C. du calendrier julien proleptique.

## Événements
- Hiver 430/429 : Athènes prend Potidée en Thrace[1],[2].
- Avril : Périclès est réélu stratège et rétabli dans ses charges[1].
- Été : 
  - Archidamos II, roi de Sparte, commence le siège de Platées, qui capitule en 427 av. J.-C.[2].
  - Bataille de Chalcis. Les hoplites athéniens sont battus par l’infanterie légère de la cité de Spartolos assistée par la cavalerie Chalcidienne[2].
  - Les Péloponnésiens attaquent sur terre et sur mer l’Acarnanie, Zacynthe et Céphalonie, pour isoler Corcyre, fermer le golfe de Corinthe et prendre Naupacte[2].
- Septembre : Périclès meurt de la peste[1].
- Octobre : le stratège athénien Phormion et ses 20 navires vainquent la flotte Corinthienne (47 navires) devant Patras et Naupacte[2].
- Octobre-novembre : les Péloponnésiens (40 navires de Mégare et les équipages venus par voie de terre du golfe de Corinthe) tentent un coup de main contre le Pirée ; retenus par des vents défavorables, ils ne peuvent que s’attaquer à Salamine[2].
- 15 novembre : début à Rome du consulat de Hostus Lucretius Tricipitinus et L. Sergius Fidenas (pour la seconde fois)[3].
- Début de l’hiver : le roi thrace Sitalcès envahit la Macédoine[2].

## Décès en −429
- vers Septembre : Périclès.